# The Object of My Affection
The Object of My Affection is een film uit 1998, gebaseerd op een gelijknamig boek van Stephen McCauley. De film is geregisseerd door Nicholas Hytner en gebaseerd op een scenario van Wendy Wasserstein.

## Verhaal
De film richt zich op de relatie tussen Nina en George. Als George, die homoseksueel is, wordt gedumpt door zijn vriend biedt Nina hem een kamer aan in haar appartement. Ze worden beste vrienden en de film volgt de spanningen die deze relatie voortbrengt. De grootste spanning is tussen George en Vince, de vriend van Nina. Vince mag namelijk niet bij Nina wonen en is hierdoor nogal jaloers op de relatie die Nina en George opbouwen. Nina wordt vervolgens zwanger van Vince en besluit het kind met George op te voeden. Nina wordt tegen beter weten in verliefd op George en als hij een nieuwe vriend vindt is ze dan ook erg jaloers. Uiteindelijk vinden Nina, George en Vince allemaal een andere geliefde en gaan ze nog steeds als vrienden met elkaar om.

## Rolverdeling
| Acteur           | Personage        |
| ---------------- | ---------------- |
| Jennifer Aniston | Nina Borowski    |
| Paul Rudd        | George Hanson    |
| John Pankow      | Vince McBride    |
| Alan Alda        | Sidney Miller    |
| Allison Janney   | Constance Miller |
| Tim Daly         | Dr. Robert Joley |
| Nigel Hawthorne  | Rodney Fraser    |
| Gabriel Macht    | Steve Casillo    |